# Fritz Cron

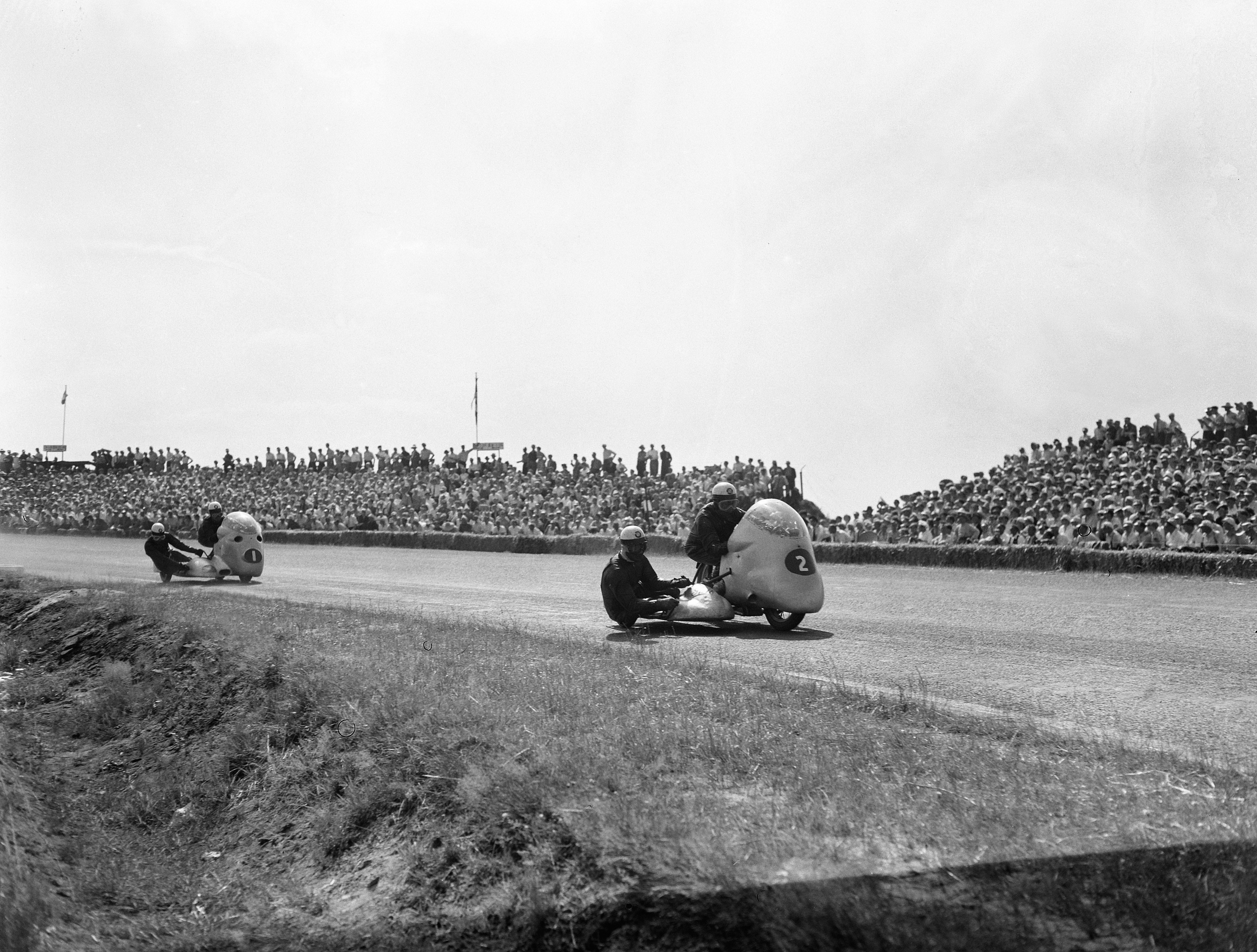
Die amtierenden Weltmeister Noll/Cron mit der Nr. 1 hier an zweiter Stelle, Dutch TT 1955

Fritz Cron (* 31. März 1925 in Kirchhain; † 29. April 2017 in Eschborn) war ein deutscher Motorradrennfahrer.

## Karriere
Als Beifahrer im Seitenwagen gewann Cron mit Wilhelm Noll, den er seit seiner Kindheit kannte, auf einer Werks-BMW die Motorrad-Weltmeisterschaft 1954. Es war der erste von insgesamt 22 Weltmeistertiteln, die deutsche Gespannfahrer bis 1982 (Werner Schwärzel) errangen. Noll/Cron holten sich den Titel vor den Briten Eric Oliver/Les Nutt auf Norton.
1955 waren Noll/Cron Vizeweltmeister hinter Willi Faust/Karl Remmert und vor Walter Schneider/Hans Strauß und 1956 folgte ihr zweiter WM-Titelgewinn vor Fritz Hillebrand/Manfred Grunwald auf BMW und den Briten Pip Harris/Ray Campbell auf Norton.
Noll/Cron errangen in ihrer Karriere acht Grand-Prix-Siege. Zweimal waren sie Deutsche Meister und dreimal Vizemeister in der Seitenwagenklasse. Sie gewannen unter anderem auch fünfmal das Feldbergrennen und waren damit erfolgreichste Fahrer bei dieser Veranstaltung.
Nach Abschluss der Rennsaison 1956 beendeten Noll/Cron ihre Rennfahrerkarriere. Anschließend bekleidete Cron nationale und internationale Funktionen im Deutschen Motorsport-Verband und dem Deutschen Leichtathletik-Verband sowie der Obersten Motorradsport-Kommission (OMK). Beruflich arbeitete er als technischer Angestellter.
Fritz Cron starb am 29. April 2017 im Alter von 92 Jahren. Zuletzt hatte er in Eschborn im Taunus gelebt, wo er auch beigesetzt wurde. Kurz vorher, im Januar 2017, war sein langjähriger Fahrer Wilhelm Noll 90-jährig gestorben.
Für seine sportlichen Erfolge wurde Cron am 22. Dezember 1954 mit dem Silbernen Lorbeerblatt ausgezeichnet.

## Statistik

### Titel
- 1954 – Gespann-Weltmeister auf BMW (als Beifahrer von Wilhelm Noll)
- 1954 – Deutscher-Gespann-Meister auf BMW (als Beifahrer von Wilhelm Noll)
- 1955 – Gespann-Vizeweltmeister auf BMW (als Beifahrer von Wilhelm Noll)
- 1956 – Gespann-Weltmeister auf BMW (als Beifahrer von Wilhelm Noll)
- 1956 – Deutscher-Gespann-Meister auf BMW (als Beifahrer von Wilhelm Noll)

8 Grand-Prix-Siege

### In der Motorrad-Weltmeisterschaft
(Punkte in Klammern inklusive Streichresultate)
| Saison | Klasse      | Maschine | Fahrer       | Siege | Podien | Punkte  | Ergebnis    |
| ------ | ----------- | -------- | ------------ | ----- | ------ | ------- | ----------- |
| 1952   | Seitenwagen | BMW      | Wilhelm Noll | –     | –      | 1       | 11.         |
| 1953   | Seitenwagen | BMW      | Wilhelm Noll | –     | 1      | 5       | 6.          |
| 1954   | Seitenwagen | BMW      | Wilhelm Noll | 3     | 6      | 30 (38) | Weltmeister |
| 1955   | Seitenwagen | BMW      | Wilhelm Noll | 2     | 4      | 28      | 2.          |
| 1956   | Seitenwagen | BMW      | Wilhelm Noll | 3     | 4      | 30      | Weltmeister |